# S/S Edmund Fitzgerald
S/S Edmund Fitzgerald var en stor Great Lakes-fraktbåt som byggdes år 1958. Hon var ett av de största fartygen på sin tid och fraktade vanligtvis järnmalm från gruvor i Duluth, Minnesota, till stålverk längs de övre sjöarna, främst i Detroit, Michigan.
Edmund Fitzgerald försvann i en kraftig storm den 10 november 1975. Under den stormiga natten försvann fartyget spårlöst från radarn och sjönk med alla 29 besättningsmän ombord. Vraket hittades några dagar senare på 160 meters djup i den kanadiska delen av sjön.
Orsaken till förlisningen är inte helt klarlagd, men det antas att fartyget slets sönder av vågorna i den kraftiga stormen. Efter detta blev Edmund Fitzgerald känd genom en populär sång av Gordon Lightfoot, som berättade om fartygets öde och hyllade dess besättning. Förlusten av Edmund Fitzgerald är en av de mest omtalade sjöolyckorna i Stora sjöarnas historia.
Än idag har inga kroppar hittats.
Den 1 september 1995 tog sig två dykare som de första någonsin ned till vraket med hjälp av flera olika gasblandningar. Själva dykningen tog sju minuter och uppstigningen tre timmar och 15 minuter.
Dykningar på platsen är förbjudna sedan år 2006.